# (415) Palatia
(415) Palatia es un asteroide perteneciente al cinturón de asteroides descubierto el 7 de febrero de 1896 por Maximilian Franz Wolf desde el observatorio de Heidelberg-Königstuhl, Alemania.
Está nombrado por el Palatinado, una antigua región de Alemania.